# Tadeusz Iwaniec
Tadeusz Iwaniec (ur. 9 października 1947 w Elblągu) – polsko-amerykański matematyk i profesor nauk matematyczno-przyrodniczych. Jest jednym z najwybitniejszych badaczy międzynarodowych w dziedzinie analizy matematycznej, zajmuje się zastosowaniem rachunku wariacyjnego do matematycznych modeli teorii sprężystości. Wykładowca na Uniwersytecie w Syracuse od 1986.
Ma brata bliźniaka, Henryka, który również jest matematykiem.

## Kariera akademicka
Tadeusz Iwaniec studiował matematykę na Wydziale Matematyki Uniwersytecie Warszawskim. Uczelnię tę ukończył w 1971, zdobywając tytuł magistra z wyróżnieniem. Pracę doktorską, której promotorem był profesor Bogdan Bojarski, obronił na UW w 1975. Po ukończeniu studiów Iwaniec kontynuował karierę naukową jako doktorant tej uczelni, jednocześnie w 1979 zdobywając habilitację.
W latach 80. Iwaniec został profesorem. W latach 1981–1983 był adiunktem w Polskiej Akademii Nauk. W 1983 rozpoczął karierę w Stanach Zjednoczonych, niedługo później uzyskał obywatelstwo tego kraju. Początkowo przez rok był profesorem na Uniwersytecie Michigan, następnie pracował jako profesor wizytujący na Uniwersytecie Teksańskim w Austin oraz profesor wizytujący w Instytucie Couranta od 1985 do 1986.
W 1986 został mianowany profesorem matematyki na Uniwersytecie Syracuse, od 1996 prowadzi John Raymond French Distinguished Professor of Mathematics. W 2009 był profesorem FiDiPro na Uniwersytecie Helsińskim.
Promotor kilkunastu doktoratów, m.in. Tomasza Adamowicza.

## Wyróżnienia
Za zasługi naukowe otrzymał wiele nagród i wyróżnień:
- W 1980 otrzymał Nagrodę Prezydenta Polskiej Akademii Nauk[3], w 1997 nagrodę Alfreda Jurzykowskiego[3], natomiast w 2002 nagrodę Institut Henri-Poincare Gauthier-Villarsin w Paryżu[3].
- W 1983 wygłosił wykład sekcyjny na Międzynarodowym Kongresie Matematyków[7].
- Od 1998 Iwaniec jest członkiem zagranicznym Włoskiej Akademii Matematyki i Fizyki[3], Polskiej Akademii Nauk (od 2005)[8], oraz Fińskiej Akademii Nauk (od 2012)[9].
- Otrzymał w 2009 Medal im. Wacława Sierpińskiego.
- W 2007 uzyskał tytuł doktora honoris causa Wydziału Filozoficznego Uniwersytetu Helsińskiego[10].